# 시나가와구
시나가와구(일본어: 品川区 시나가와쿠[*])는 일본 도쿄도에 있는 특별구 중 하나이다.

## 지리
시나가와구는 다섯 개의 지구로 이루어져 있다.
- 시나가와 지구(品川地区) - 과거 도카이도의 시나가와 초소를 포함한다.
- 오사키 지구(大崎地区) - 과거 오사키정(大崎町)으로 오사키역부터 고탄다역과 메구로역까지 뻗어 있다.
- 에바라 지구(荏原地区) - 과거 에바라정(荏原町)에 해당한다.
- 오이 지구(大井地区) - 과거 오이정(大井町)에 해당한다.
- 야시오 지구(八潮地区) - 매립지로 이루어져 있다.

### 인접한 자치체
- 고토구
- 미나토구
- 메구로구
- 오타구

## 역사
1947년 3월 15일에 시나가와구는 이전의 시나가와구에 에바라구가 합쳐져 성립되었다. 시나가와구와 에바라구는 모두 1923년 간토 대지진 이후 도쿄시의 경계가 바깥쪽으로 확장됨에 따라 1932년에 설치되었다.
에도 시대에 시나가와는 도쿄와 교토를 잇는 도카이도를 출발한 여행자들이 처음 마주치는 역참이 있던 곳이다. 역참의 기능은 오늘날 역 주변에 있는 6000개의 객실을 가진 몇몇 호텔들에 의해 유지되고 있다. 에도 막부는 시나가와에 스즈가모리 형장을 유지하였다. 도카이도 신칸센은 2003년부터 시나가와역에 정차하기 시작했다.

## 교육
- 호시 대학
- 릿쇼 대학
- 세이센 대학
- 쇼와 대학
- 스기노 여성 대학

## 산업

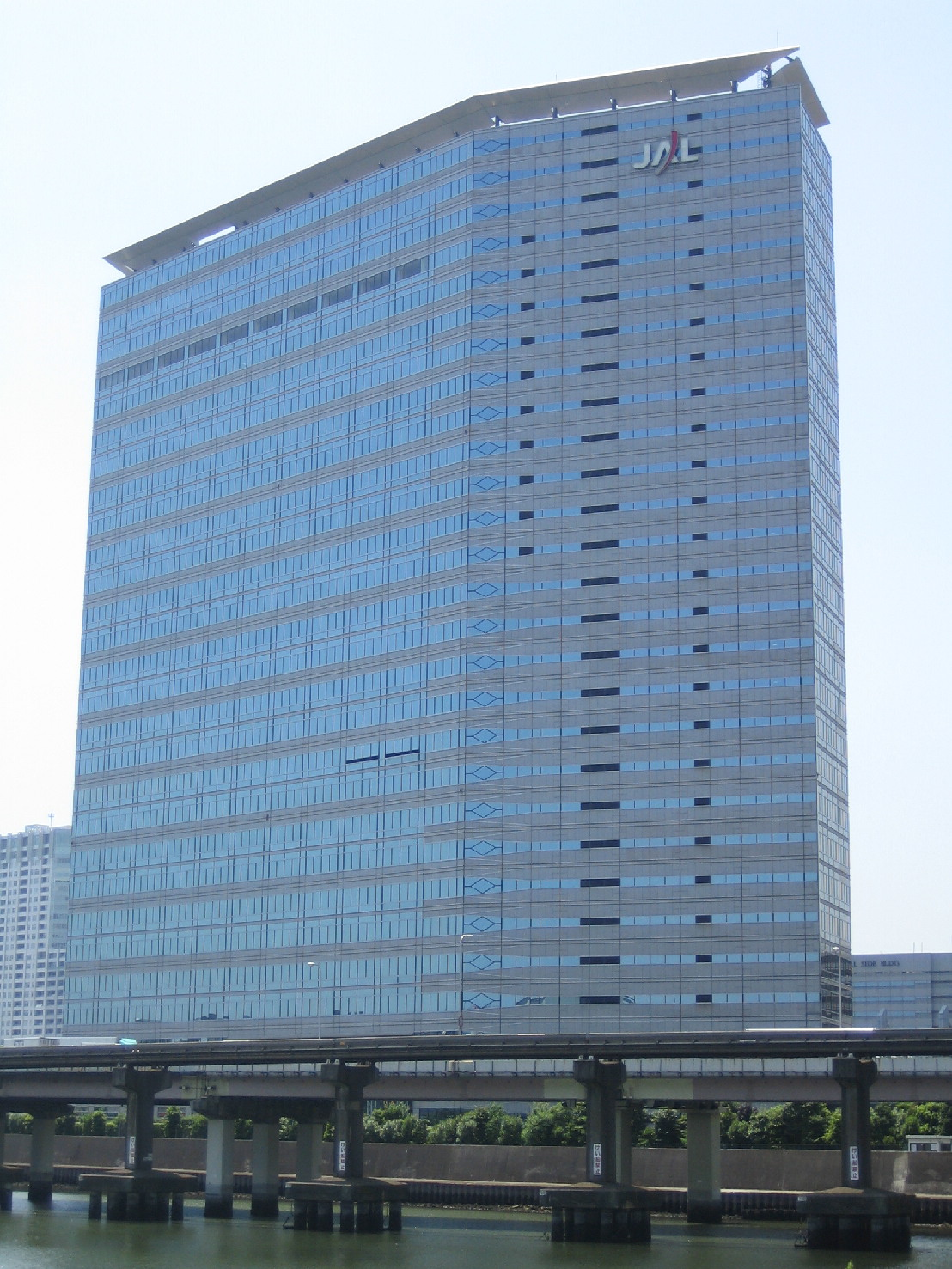
현재 일본항공의 본사인 JAL 빌딩

몇몇 회사들이 시나가와구에 본사를 두고 있다. 시나가와구에 본사를 둔 기업들로 이스즈 자동차, 일본항공, JAL의 계열사인 JAL 익스프레스, JAL 웨이즈가 있다. 한때 JAL의 계열사로 현재는 일본항공에 인수되어 없어진 일본 아시아 항공이 JAL 빌딩에 본사를 두었다. 반다이 남코 홀딩스의 본사가 다이요 세이메이 시나가와 빌딩에 있다. 소니는 시나가와구에서 고텐야마 테크놀로지 센터와 오사키 이스트 테크놀로지 센터를 운영하고 있다. 이것은 2006년 말에 소니의 본사가 미나토구로 이전하기까지 본사로 사용되었고 시나가와의 오사키 웨스트 테크놀로지 센터는 2007년에 문을 닫았다.
어도비 시스템즈, 지멘스 AG, 피닉스 테크놀로지스의 일본 지사가 시나가와구에 있다. 다른 회사들로 IMAGICA, JTB 주식회사, 필립스, 아쿠라, 폴라 코스메틱스, 일본 정공이 있다.

## 교통

### 도로
- 수도고속도로 1호 하네다선
- 수도고속도로 2호 메구로선
- 수도고속도로 완간선
- 국도 제1호선
- 국도 제15호선
- 국도 제357호선

### 철도
시나가와역은 실제로는 미나토구에 있다.
- 도카이 여객철도
  - 도카이도 신칸센
    - 시나가와역
- 게이힌 급행 전철
  - 본선
    - 기타시나가와역 - 신반바역 - 아오모노요코초역 - 사메즈역 - 다치아이가와역 - 오모리카이간역
- 도쿄도 교통국(도에이 지하철)
  - 아사쿠사선
    - (오타구) - 나카노부역 - 도고시역 - 고탄다역 - (미나토구)

  - 미타선
    - 메구로역 - (미나토구)
- 동일본 여객철도
  - 야마노테선
    - 오사키역(사이쿄선을 포함) - 고탄다역 - 메구로역

  - 도카이도 본선
    - 오이마치역(게이힌 도호쿠선), 니시오이역(요코스카선)
- 도큐 전철
  - 메구로선
    - 메구로역 - 후도마에역 - 무사시코야마역 - 니시코야마역

  - 오이마치선
    - 오이마치역 - 시모신메이역 - 도고시코엔역 - 나카노부역 - 에바라마치역 - 하타노다이역

  - 이케가미선
    - 고탄다역 - 오사키히로코지역 - 도고시긴자역 - 에바라나카노부역 - 하타노다이역
- 도쿄 모노레일
  - 하네다 공항선
    - 덴노즈 아일역 - 오이케이바조마에역
- 도쿄 메트로
  - 난보쿠선
    - 메구로역
- 도쿄 임해 고속 철도
  - 린카이선
    - 오사키역 - 오이마치역 - 시나가와 시사이드역 - 덴노즈 아일역

### 공항
오타구에 있는 도쿄 국제공항이 가장 가깝다.

## 시설·건축물

### 대사관
| - 모리타니 - 미얀마 - 브루나이 - 세르비아 - 인도네시아 | - 잠비아 - 콜롬비아 - 태국 - 파라과이 |

## 자매 도시
- 스위스 제네바
- 뉴질랜드 오클랜드
- 중화인민공화국 헤이룽장성 하얼빈시
- 미국 포틀랜드 (메인주)

## 주요 인물
- 아라카와 시즈카(荒川 静香)